# Albi di Tex (1959)
Albi pubblicati del fumetto Tex nel 1959. Contengono racconti già usciti nel formato striscia delle cosiddette prima e seconda serie a partire dall'aprile del 1949 al giugno del 1950.
I quattro albi dati alle stampe in quest'anno avevano 162 pagine ognuno.
| Nr. | Titolo             | Mese di pubblicazione | Soggetto               | Sceneggiatura          | Disegni |
| --- | ------------------ | --------------------- | ---------------------- | ---------------------- | ------- |
| 3   | Fuorilegge         | febbraio              | Giovanni Luigi Bonelli | Giovanni Luigi Bonelli | Galep   |
| 4   | L'eroe del Messico | aprile                | Giovanni Luigi Bonelli | Giovanni Luigi Bonelli | Galep   |
| 5   | Satania!           | giugno                | Giovanni Luigi Bonelli | Giovanni Luigi Bonelli | Galep   |
| 6   | Doppio gioco       | settembre             | Giovanni Luigi Bonelli | Giovanni Luigi Bonelli | Galep   |

## Trame

### Fuorilegge
Su raccomandazione di Tex i Blancos emigrano negli Stati Uniti. Nel frattempo anche l'esercito messicano attraversa la frontiera andando ad assediare Fort Wellington ma vengono sconfitti anche grazie all'aiuto di Tex. La guerriglia che ancora imperversa nella regione può contare su una coppia di spie: Steve Dickart, alias Mefisto, e sua sorella Lily che, una volta scoperti da Tex, fuggono incolpando Tex di un delitto da loro commesso. Di nuovo braccato dalla Legge, Tex libera El Paso dal corrotto sceriffo Benis e incontra Montales, un rivoluzionario in lotta contro il regime messicano.

### L'eroe del Messico
Una volta consegnato Mefisto alla giustizia, Tex si allea con Montales che, grazie a numerose altre azioni di guerriglia, riuscirà a spodestare il dittatore del Messico. Torna in patria Tex sgomina la banda del Rosso, un meticcio che terrorizza gli allevatori. Poi se la deve vedere con la minaccia di Mister X e dei trafficanti d'oppio di Wang-Ho.
Capitoli:
- si conclude l'avventura precedente da pag. 3 a pag. 56
- "La banda del Rosso": da pag. 56 a pag. 130
- "La tragica notte": da pag. 131 a pag. 162

### Satania!
Tex intende scoprire chi è il misterioso Mister X e si trova coinvolto in un'indagine su i trafficanti d'oppio che vedrà coinvolti la setta del drago di Wang-Ho e l'invalido Stern. Tex si mette sulla pista del Giudice Bess insieme a Carson riuscendo a sgominare i criminali cinesi. Satania, spietata dark lady in maschera, semina il terrore con il servo giavanese Dakyar e il gorilla Gombo.
Capitoli:
- si conclude l'avventura precedente da pag. 3 a pag. 56
- "Satania!": da pag. 56 a pag. 152
- "Missione a Devil's Hole": da pag. 152 a pag. 162

### Doppio gioco
Una banda di criminali capeggiata da Amos e Bill Benton mettono le mani sul paese di Devil's Hole, rapiscono Linyard, ricco proprietario di miniere d'oro costringendo la figlia Dora a sposare Amos per potersi impadronire delle miniere.
Nel frattempo a seguito a un colpo di Stato, Montales viene imprigionato e, nel tentativo di salvarlo, Tex s'imbatte in Raimundo El Loco e Ken Logan.
Capitoli:
- si conclude l'avventura precedente da pag.3 a pag.109
- "Ken Logan, il duellista": da pag. 109 a pag. 162